# Sylvain Lévi

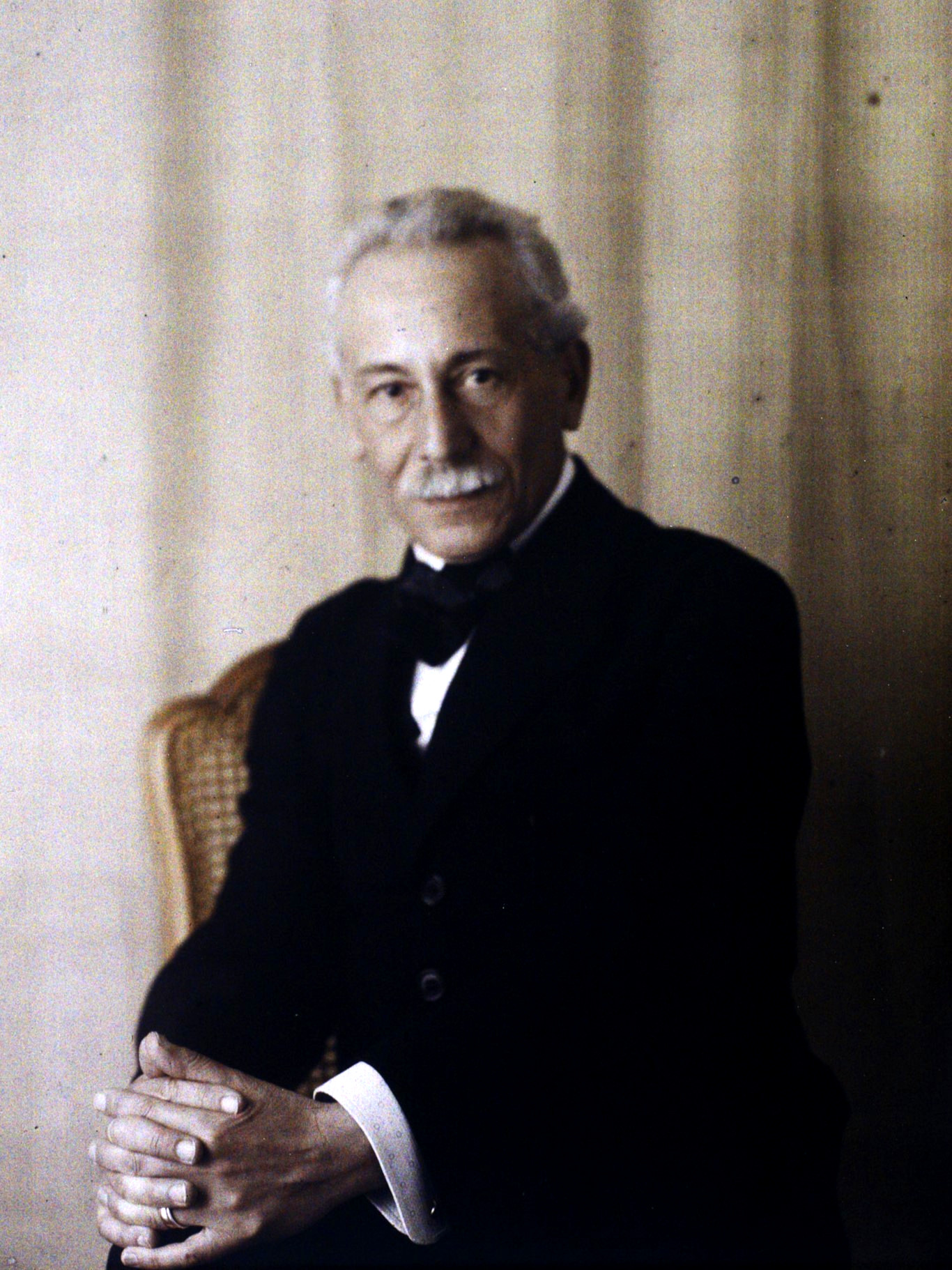
Sylvain Levi (1920)

Sylvain Lévi (* 28. März 1863 in Paris; † 31. Oktober 1935 ebenda) war ein französischer Indologe und Orientalist. Er war Professor für Sprache und Literatur des Sanskrit am Collège de France und directeur d’études für indische Religionen an der École pratique des hautes études.

## Leben
Lévi stammt aus einer Handwerkerfamilie: sein Vater war Hutmacher und seine Mutter Näherin, beide Eltern kamen aus dem Elsass. Ab Oktober 1873 besuchte er das Lycée Charlemagne (4. Arrondissement). Nach dem Baccalauréat in Philosophie 1881 wurde ihm die Aufnahme an der École normale supérieure aufgrund seines zu jungen Alters verweigert. So bereitete er sich autodidaktisch auf die Agrégation (Prüfung für das Lehramt an höheren Schulen) vor, die er 1883 als Zweitbester seines Jahrgangs bestand. Im Anschluss wechselte er an die philologisch-historische (IV.) Sektion der École pratique des hautes études (EPHE), wo er Schüler des Sanskritisten Abel Bergaigne (1838–1888) war, aber auch bei Michel Bréal und Ferdinand de Saussure vergleichende Grammatik sowie bei James Darmesteter iranische Sprachen (Avestisch, Alt- und Mittelpersisch) studierte. Parallel unterrichtete Lévi an der jüdischen Grundschule des Séminaire israélite de France Talmud und Tora und fungierte auch als Hauslehrer der Kinder von Großrabbiner Zadoc Kahn.
1884 erhielt er ein Stipendium der Stadt Paris, um nach London und Oxford zu reisen und in den dortigen Bibliotheken für seine Dissertation zum indischen Theater zu recherchieren. Bei seiner Rückkehr 1885 wurde er Maître de conférences (Dozent) für Sanskrit an der EPHE, ab dem Folgejahr lehrte er auch indische Religionen an der neugegründeten V. (religionswissenschaftlichen) Sektion der EPHE. Angeregt durch zwei japanische Studenten beschäftigte er sich ab 1887 vermehrt mit dem Buddhismus. Nach dem Tod seines akademischen Lehrers Bergaigne übernahm Lévi 1889 dessen Lehrauftrag für Sprache und Literatur des Sanskrit an der Universität von Paris (Sorbonne). Im selben Jahr heiratete er seine Cousine Désirée Bloch. Mit Schriften zum indischen Theater und zu Überlieferungen über Indien in altgriechischen Aufzeichnungen erlangte er 1890 das doctorat d’Etat. Neben verschiedenen indogermanischen Sprachen (darunter Nepali) lernte Lévi auch Chinesisch, Tibetisch, Japanisch und Uigurisch. Seine Arbeiten erstreckten sich auf Philologie, Linguistik, Epigraphik, Numismatik, Philosophie, Geschichtswissenschaft und Kunstgeschichte.
Im Jahr 1894 – mit 31 Jahren – wurde Lévi sowohl zum Professor für Sprache und Literatur des Sanskrit am Collège de France als auch zum directeur d’études für indische Religionen in der V. Sektion der École pratique des hautes études gewählt. Die Lehrstühle hatte er bis zu seinem Tod inne. Zu seinen Schülern gehörten der Tibetologe Jacques Bacot (1877–1965), der Sinologe und Zentralasienforscher Paul Pelliot (1878–1945), der Archäologe und Indochinaforscher Edouard Huber (1879–1914), der Linguist Marcel Cohen (1884–1974), der Historiker und Archäologe George Cœdès (1886–1969), der Tibetologe Juri N. Rjorich (1902–1960), der Südostasienwissenschaftler Paul Mus (1902–1969) sowie der Linguist und Indogermanist Émile Benveniste (1902–1976).

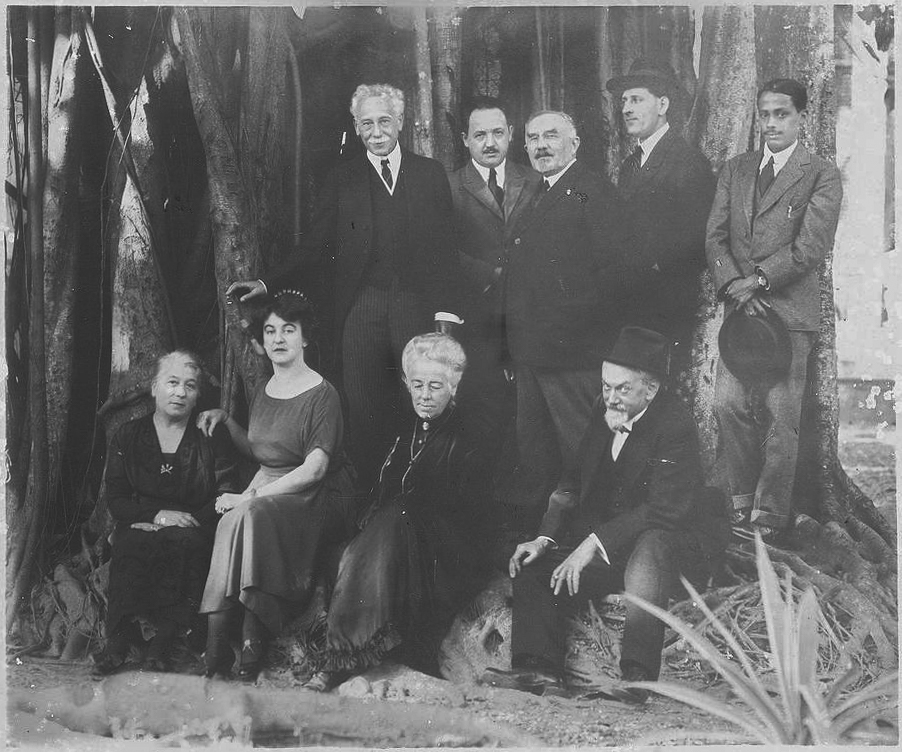
Lévi (hintere Reihe ganz links) an der École française d’Extrême-Orient in Hanoi, 1922

Im Auftrag des französischen Bildungsministeriums unternahm Lévi 1897–98 seine erste Asienreise (Indien, Nepal und Japan mit einem Zwischenstopp in Saigon). Er gehörte 1899 zu den Gründern der École française d’Extrême-Orient (EFEO), deren Ehrenmitglied er später war. Auf Grundlage der von Paul Pelliot entdeckten Manuskripte beteiligte sich Lévi maßgeblich an der Erforschung des Tocharischen, insbesondere der Sprache von Kutscha („Tocharisch B“). Die zweite Asienreise 1921–22 führte ihn erneut nach Indien, vor allem nach Bengalen, wo er Rabindranath Tagore traf und in Shantiniketan unterrichtete, Nepal, Indochina und Japan. Lévi trug zur Gründung der Maison franco-japonaise in Tokio (1924) und des Institut de civilisation indienne in Paris (1927) bei. 1927–28 unternahm er eine weitere Reise nach Japan, Java, Bali und Nepal.
1918 wurde er korrespondierendes Mitglied der Russischen Akademie der Wissenschaften und 1930 auswärtiges Mitglied der Königlich Niederländischen Akademie der Wissenschaften. Von 1928 bis 1935 war Lévi Präsident der Pariser Société asiatique. 1931 wurde er in die American Academy of Arts and Sciences gewählt.
Am 31. Oktober 1935 starb Sylvain Lévi in Paris und fand dort auch seine letzte Ruhestätte.

## Ehrungen
- 1. August 1910 Ritter der Ehrenlegion
- 31. Januar 1923 Offizier der Ehrenlegion
- Ehrendoktorwürde der University of Calcutta

## Schriften (Auswahl)

### Als Autor
Aufsätze
- Asvaghosa. Le sutralamkara et ses sources. In: Journal asiatique, Band 12 (1908), Seiten 57–193, ISSN 0021-762X
- Autour d'Asvaghosa. In: Journal asiatique, 1929, Oktober/Dezember, Seiten 281–283, ISSN 0021-762X
- Kanishka et Satavahana. In: Journal asiatique, 1936, Januar/März, Seiten 103–107, ISSN 0021-762X
- Le Bouddhisme et les Grecs. In: Revue de l’histoire des religions, Band 23 (1891), Seiten 36–49, ISSN 2105-2573
- L'énigme des 256 nuits d'Asoka. In: Journal asiatique, 1948, Seiten 143–153, ISSN 0021-762X
- Les études orientales. Leurs leçons, leurs résultats. In: Annales du musée Guimet. Bibliothèque de vulgarisation, Band 36 (1920)
- Les grands hommes dans l'histoire de l'Inde. In: Victor V. Golubev (Hrsg.): Conférences faites au Musée Guimet en 1913. Hachette, Paris 1913.
- zusammen mit Édouard Chvannes: Les seize Arhat protecteurs de la loi. In: Journal asiatique, Band 20 (1916), Seiten 5–50, 189–304, ISSN 0021-762X
- Le sutra du sage et du fou. In: Journal asiatique, Band 29 (1925), Seiten 305–332, ISSN 0021-762X
- Maitreya, le consolateur. In: Musée Guimet (Hrsg.): Études d’orientalisme publiées par le Musée Guimet à la mémoire de Raymonde Linossier, Band 2, Seiten 355–402.
- Nairatmyapariprccha. In: Journal asiatique, 1928, Oktober/Dezember, Seiten 209–215, ISSN 0021-762X
- Notes indiennes. Deux notes sur la Vimsatika de Vasubandhu. In: Journal asiatique, Band 29 (1925), Seiten 17–69, ISSN 0021-762X
- Observations sur une langue précanonique du bouddhisme. In: Journal asiatique, 1912, November/Dezember, Seite 511, ISSN 0021-762X
- Sur la récitation primitive des textes bouddhiques. In: Journal asiatique, 1915, Mai/Juni, Seiten 401–407, ISSN 0021-762X
- Une langue précanonique du bouddhisme. In: Journal asiatique, 1912, Seiten 495–514, ISSN 0021-762X

Bücher
- Le Népal. Étude historique d’un royaume hindou. Toit du Monde, Paris 1985, ISBN 2-903442-11-8 (2 Bände, Nachdruck d. Ausg. Paris 1905)
- Le Théâtre Indien (= Bibliothèque de l'Ecole des Hautes Etudes, Reihe 4: Sciences, historiques et philologiques; Band 83). 2. Auflage. Collège de France, Paris 1963[4] (Digitalisat (1890))
- La doctrine du sacrifice dans les Brâhmanas (= Bibliothèque de l’École des Hautes Études/ Section des sciences religieuses, Band 118). Édition Brepols, Turnhout 2003, ISBN 2-503-51534-7.[5] (Nachdruck d. Ausg. Paris 1898)
- L'inde civilisatrice. Aperçu historique. Librairie d’Amerique & d’Orient, Paris 1938.
- L'Inde et le Monde. 2. Auflage. Honoré Champion, Paris 1928 (EA Paris 1926)
- Notes sur des manuscrits sanscrits provenant de Bamiyan (Afghanistan) et de Gilgit. Paris 1901.
- Vijnaptimatratasiddhi. Deux traités de Vasubandhu (= Bibliothèque de l’´cole des hautes-études, Reihe 4: Sciences, historiques et philologiques; Band 245). Honoré Champion, Paris 1925.

### Als Herausgeber
- Madhyantavibhangatika. Honoré Champion, Paris 1910.
- Mahayana-sutralamkara. Exposé de la doctrine du Grand Véhicule selon le système Yogachara. Rinsen Book, Kyoto 1983, ISBN 4-653-00951-1 (Nachdruck d. Ausg. Paris 1911).
- Matériaux pour l'étude du système Vijnaptimatra. Honoré Champion, Paris 1932
- Vimsika-Vimsatika de Vasubandhu (= Bibliothèque de l'École des Hautes Etudes, Band 260). Honoré Champion, Paris 1932.